# ب‌ام‌و آی۸
ب‌ام‌و آی۸ (به انگلیسی: BMW i8) خودروی هیبریدی محصول سال ۲۰۱۳ ساخت شرکت ب‌ام‌و است. مصرف سوخت این خودرو ۲٫۵ لیتر بنزین در هر ۱۰۰ کیلومتر است.
این خودرو مجهز به یک موتور بنزینی با توان ۲۲۸ اسب بخار و یک موتور الکتریکی با توان ۱۳۰ اسب بخار است که در مجموع هر دو موتور تولید گشتاوری معادل ۵۷۰ نیوتن متر دارند و در زمان ۴٫۴ ثانیه سرعت خودرو را از صفر به صد کیلومتر در ساعت می‌رسانند. حداکثر سرعت این خودرو ۲۵۰ کیلومتر بر ساعت است که در حالت الکتریکی حداکثر ۱۲۰ کیلومتر بر ساعت و آلایندگی این خودرو به تولید ۶۹ گرم دی‌اکسید کربن در هر کیلومتر محدود می‌شود.
مجموع وزن این خودرو با بدنه کربنی ۱۴۹۰ کیلوگرم است.
شرکت ب‌ام‌و در مارس ۲۰۲۰ اعلام کرد که دیگر تولید خودروی آی۸ را ادامه نخواهد داد و تولید این خودروی هیبریدی به پایان رسیده‌است.
از شکل مفهومی آی۸ در نمایشگاه اتومبیل فرانکفورت ۲۰۱۱ پرده برداری شد.

## پیشرانه
پیشرانه قدرتمند بی ام و i8 رودستر می‌تواند از ویژگی‌های کلیدی این خودروی پلاگین هیبریدی باشد. پیشرانه توربوشارژ سه سیلندر بنزینی این خودرو، ۲۲۸ اسب بخار قدرت و ۳۲۰ نیوتن متر گشتاور تولید می‌کند. لازم است ذکر شود که این پیشرانه قدرتمند قادر است با استفاده از یک گیربکس ۶ سرعته اتوماتیک، نیروی تولیدی را به چرخ‌های عقب انتقال دهد. در مقابل شاهد یک موتور الکتریکی با ۱۴۱ اسب بخار قدرت و ۲۵۰ نیوتن‌متر گشتاور هستیم که می‌تواند با یک گیربکس ۲ سرعته اتوماتیک، نیروی تولیدی را به چرخ‌های جلو منتقل کند. هریک از این قوای محرکه می‌توانند به تنهایی کار کنند یا با ادغام پیشرانه بنزینی و موتور الکتریکی یک همکاری دو جانبه را رقم بزنند. گفتنی است که در حالت هیبرید، ۳۶۹ اسب بخار قدرت و چیزی حدود ۵۶۹ نیوتن‌متر گشتاور تولید خواهد شد.
در این حالت، بی ام و i8 رودستر در عرض ۴٫۴ ثانیه به سرعت ۱۰۰ کیلومتر بر ساعت دست خواهد یافت. البته این خودرو چیز ناچیزی حدود ۰٫۲ ثانیه نسبت به مدل کوپه خود کندتر است که به دلیل وزن بیشتر آن است. خوب است بدانید که رودستر ۶۰ کیلوگرم بیشتر از کوپه وزن دارد. بله درست است که این خودروهای گران‌قیمت از سرعت بیشتری نسبت به i8 برخوردار هستند، اما در عین حال از وجود پلاگین هیبریدی هم بی بهره‌اند.
مهم‌ترین مشخصه فنی i8، پک باتری لیتیوم یونی ۱۱٫۶ کیلووات ساعتی است که می‌تواند به کمک یک شارژر سطح دو در عرض ۳ ساعت به‌طور کامل شارژ شود. به گزارش پایگاه خبری EPA، با این میزان از انرژی، بی ام و i8 رودستر در حالت تمام الکتریکی، قادر است ۲۸ کیلومتر را طی کند.
این رودستر آلمانی‌تبار درست همانند یک خودروی الکتریکی، بدون ایجاد سروصدا در اطراف شهر پرسه می‌زند. با این وجود، شتاب خودرو آنقدرها هم بالا نیست، هر چند واکنش اگزوز و گشتاور بالا سرعت خوبی را رقم می‌زند.
اما حداکثر سرعت این رودستر در حالت تمام الکتریک و در ماکسیمم حالت رانندگی eDrive به ۲۴۹ کیلومتر در ساعت محدود شده‌است. گزینه انتخابی دیگر در این آلمانی فوق‌العاده، حالت اتوماتیک است جایی که کامپیوتر تصمیم می‌گیرد از کدام منبع انرژی استفاده کند. با این حال عدم ایجاد صدای مزاحم در حین رانندگی و همچنین عدم تولید آلایندگی (zero-emissions driving) از مزیت‌های بزرگ i8 نسبت به سایر خودروها است.
در حالت eDrive خودکار، سیستم کامپیوتری BMW موتور بنزینی را روشن می‌کند. این موتور سه سیلندر صدای چندانی تولید نخواهد کرد و در هنگام کاهش سرعت ایجاد جرقه می‌کند. این در حالی است که موتور بنزینی به شما اجازه می‌دهد در صورت تمام شدن شارژ باتری و نداشتن فرصت کافی برای شارژ مجدد، همانند سایر خودروهای پلاگین هیبریدی به مسیر خود ادامه دهید. این مسئله بازگو کننده این است که سیستم احیای ترمز و پیشرانه بنزینی ۳ سیلندر زودتر از موعود آن‌ها را شارژ خواهد کرد.

### موتور الکتریکی
بهترین راه برای داشتن عملکرد مناسب و مهیج این است که وضعیت i8 را در حالت ورزشی یا همان اسپورت قرار دهید. خوب است بدانید که در کنار کمک فنرهای انعطاف‌پذیر و تراتل قدرتمند موتور، حالت ورزشی از پیشرانه در حد جوشیدن برای دست یافتن به بالاترین عملکرد خودرو کار می‌کشد. مطمئناً شتاب ۴٫۴ ثانیه‌ای صفر تا ۱۰۰ خودروی بی ام و i8 رودستر جزو استانداردهای سال ۲۰۱۸ نیست و توجه داشته باشید که هنگام نزدیک شدن به سرعت بزرگراه، قدرت افت می‌کند. اما با کمک بزرگی که گشتاور الکتریکی به i8 می‌کند، این خودرو می‌تواند پا را فراتر از خودروهای هم‌وزن خود بگذارد. قاعدتاً استفاده از حالت ورزشی به سود و منفعت راننده نخواهد بود و تنها جنبه هیجانی دارد.

## طراحی

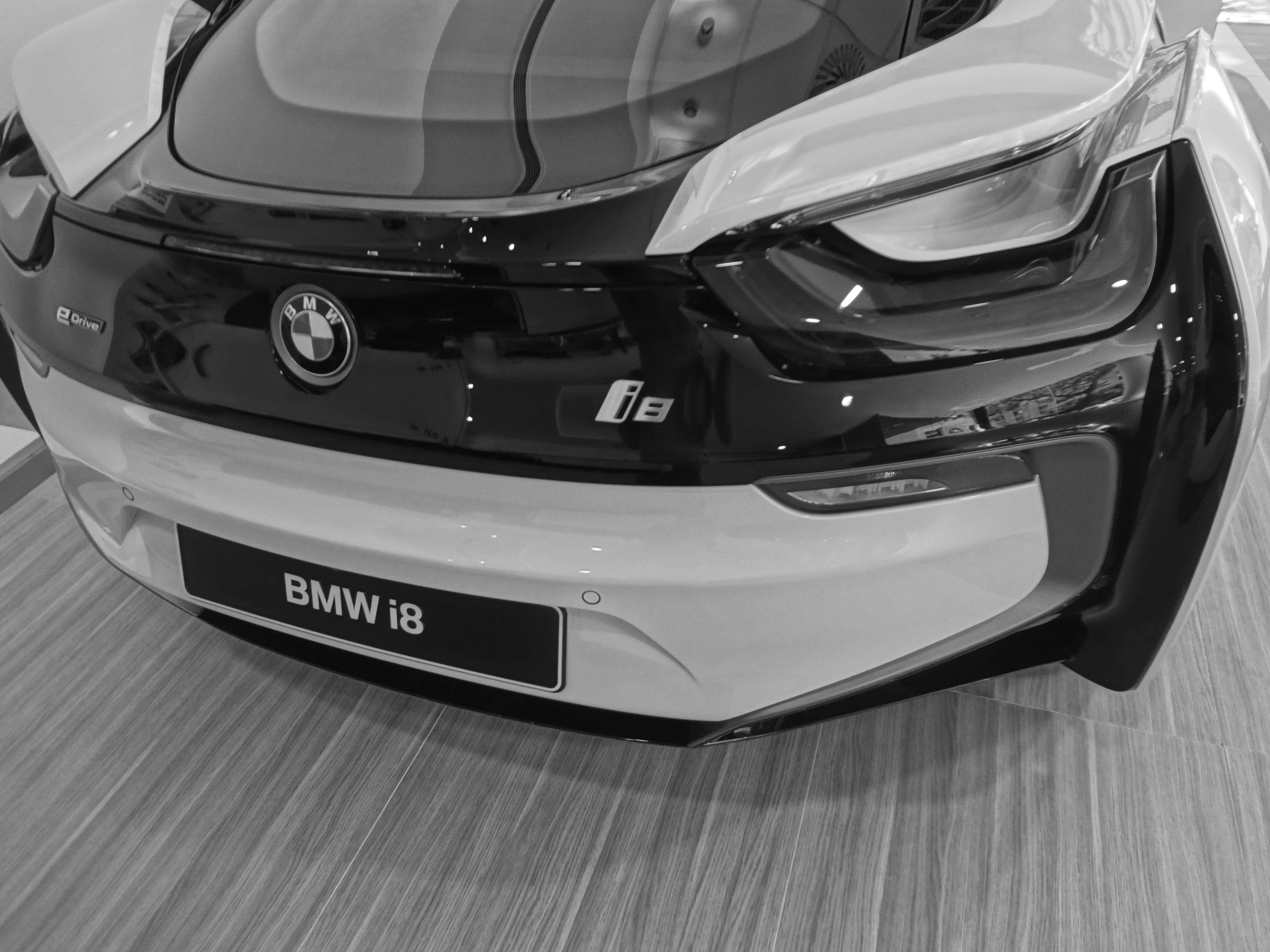
ب‌ام‌و آی۸

خودروی بی ام و i8 رودستر به همان اندازه که برای رانندگی جذاب است از ظاهر زیبا و ساختارشکنی هم بهره می‌برد. این آلمانی فوق‌العاده زیبا با ساختاری از نوع فیبر کربن بخش‌هایی از اشکال خشن را با خود یدک می‌کشد، همانند شیارهای روی بخش پشتی خودرو که هوا را در اطراف بدنه خودرو بخش می‌کند و عملکردی از نوع آئرودینامیک دارند. i8 خودرویی پهن با چرخ‌های ۲۰ اینچی در انتهای هر گوشه خودرو است. اگر دماغه و جلوی این خودرو را تحسین می‌کنید باید منتظر بخش پشتی آن باشید، جایی که کانال‌های هوا، چراغ‌های عقب حکاکی شده و همین‌طور وروردی هوای غول پیکر آشکار می‌شوند.
بخش دیگر i8 سقف کانورتیبل آن است که می‌تواند در سرعتی بالای ۵۰ کیلومتر در ساعت، در عرض ۱۶ ثانیه باز یا بسته شود. یکی از مشکلات مهم این خودرو این است که پنجره‌های جانبی به‌طور کامل پایین نمی‌آیند، بنابراین کمی از شیشه همیشه در بالا قابل مشاهده است، که در هنگام رانندگی با این آلمانی، عجیب به نظر می‌رسد.
به علاوه پنجره شیشه‌ای در انتهای خودرو قرار گرفته که نقش مسدود کننده باد را برعهده دارد. مکان قرارگیری دکمه این مسدودکننده بسیار مهم است زیرا در صورت عدم استفاده از این بلاکر، ضعف خودور در بزرگراه مشهود خواهد بود. این مسدود کننده‌های باد یا هوا نقاط کوری را به وجود می‌آورند که دید راننده را مسدود می‌کنند. بدون داشتن سنسور نقطه کور، بهتر است قبل از هر کاری ابتدا بغل‌های خودرو را بررسی کنید تا خودروی دیگر در آن نزدیکی حضور نداشته باشد.
قیمت گذاری رودستر از ۱۶۳ هزار و ۳۰۰ دلار شروع می‌شود، البته لازم است ذکر شود که این مبلغ شامل هزینه آپشن‌های اضافی نیست. این مبلغ ۱۵ هزار و ۸۰۰ دلار بیشتر از مدل کوپه است. شایان ذکر است که خودروهایی با قابلیت‌های بیشتر و در عین حال هزینه کمتر نسبت به i8 هم وجود دارند.
شاید بزرگ‌ترین تفاوت قیمتی بی ام و i8 رودستر منحصر به فرد بودن آن است. مطمئناً این نگرش در ارتباط با طراحی ظاهری i8 صدق می‌کند چرا که با نگاه کردن به خودرو، تصور می‌کنید که i8 از آینده آمده‌است و متعلق به زمان حال نیست. به علاوه این تنها خودروی پلاگین هیبریدی در کلاس خود است. در واقع جذابیت این خودرو نشان می‌دهد که مشابه هیج خودروی دیگری در جاده نیست و بی همتاست.
بخش بزرگ و جذاب دیگر در ارتباط با این خودرو این است که i8 رودستر خودروی آینده است. این خودرو به ما یادآوری می‌کند که خودروهای پرفورمنس آینده چگونه خواهند بود. ساختار سبک و پیشرانه قدرتمند الکتریکی در آینده به صورت معمول مورد استفاده قرار خواهد گرفت.
مطمئناً شما می‌توانید i8 رودستر را متفاوت بدانید زیرا کاهش کارایی آن در مقایسه با رقبای هم قیمتش و راندمان الکتریکی بالا می‌تواند خوب باشد اما عالی نیست. یا می‌توانید این خودروی هیجان انگیز را به دلیل منحصر به فرد بودن و بهره‌مندی از خصیصه‌های مثبت دیگر تحسین کنید. با دربرداشتن ویژگی‌هایی نظیر رانندگی بدون آلایندگی، استایل فوق‌العاده و ایجاد رانندگی سرگرم‌کننده و سالم، بی ام و i8 رودستر یک برنده است.

### نمای داخلی
اگر طراحی این خودرو به راحتی اجازه وارد شدن و نشستن به i8 را بدهند، پایه‌های بلند و پهنی که از پلاستیک‌های تقویت شده فیبر کربن (CFRP) ساخته شده‌اند، برای ورود به خودرو اندکی شما را با مشکل مواجه می‌سازند، به خصوص به دلیل قرار گرفتن جعبه پدال در زیر فرمان که بنابراین صندلی راننده همیشه جلوتر است. همه چیز وقتی که سقف باز باشد راحت‌تر به نظر می‌رسد.
طراحی کابین عمدتاً از سایر مدل‌های BMW الهام گرفته شده‌است؛ اما در این مورد با روکش صندلی‌ها و دوخت‌هایی به رنگ نارنجی و همچنین مواد به کار رفته از فیبر کربن در ظاهر خودرو مواجه هستیم. در حالی که مدل کوپه i8 از صندلی‌های عقب هم بهره‌مند است در نسخه رودستر این صندلی‌ها حذف شده و تنها فضای کوچکی حدود ۱۰۰ لیتر در پشت صندلی جلو وجود دارد. صندوق عقب خودرو نیز حجمی برابر ۱۳۳ لیتر داشته و برای قرار دادن کیف‌ها و کوله‌های نسبتاً سبک کافی می‌باشد.
در بالای داشبورد i8 نیز صفحه نمایش لمسی ۸٫۸ اینچی iDrive وجود دارد. به کمک این صفحه نمایش می‌توانید با انگشتان خود روی نقشه زوم کنید، اما آسانترین راه استفاده از کنسول تعبیه شده در خودرو، برای کنترل این سیستم است. به علاوه دکمه‌های میانبری نیز برای دسترسی سریع به منو تعبیه شده‌است. با استفاده از این صفحه نمایش قادر خواهید بود گوشی موبایل خود را از طریق بلوتوث به دستگاه متصل کرده و به موسیقی مورد علاقه خود گوش دهید یا تماس تلفنی برقرار کنید. بسیاری از قابلیت‌های دیگر نظیر سیستم پارک، نرم‌افزار پیش‌بینی وضع هوا و قابلیت اتصال USB را می‌توانید در این خودرو تجربه کنید. در کنار همه این‌ها، به منوهایی برای نظارت و بهینه‌سازی برنامه شارژ i8 هم دسترسی خواهید داشت.
این خودروی فوق‌العاده از اپل کارپلی (Apple CarPlay) هم پشتیبانی می‌کند و به یک خودروی مبتنی بر تکنولوژی تلفن هوشمند در سال ۲۰۱۹ تبدیل شده‌است. استفاده از سیستم کارپلی در سال اول به صورت رایگان خواهد بود اما در سال‌های بعدی با پرداخت هزینه‌ای معادل ۸۰ دلار در دسترس شما قرار خواهد گرفت. این استراتژی قیمت گذاری برای این برنامه کمی غیرمنصفانه است، به خصوص با توجه به این که خودروهای بسیار ارزان قیمتی مانند هوندا Fit، استفاده از کارپلی را به صورت رایگان در اختیار مشتریان خود قرار می‌دهند. لازم است ذکر شود که پیش از این، BMW با دریافت هزینه یک باره ۳۰۰ دلار، مشتریان خود را از وجود سیستم کارپلی بهره‌مند می‌ساخت.
در این رودستر اندروید اتو پشتیبانی نمی‌شود و برخلاف سایر خوردروهای BMW، نسخه i8 رودستر قابلیت هات‌اسپات وای‌فای و شارژ بی‌سیم را ارایه نمی‌دهد؛ و تنها یک پورت USB وجود دارد که می‌توانید به کمک آن سایر دستگاه‌ها را به آن متصل کنید.
با توجه به فناوری ایمنی در i8، این خودرو به سنسور هشدار تصادف و ترمز، سنسور پارکینگ و فناوری ایمنی تشخیص ۳۶۰ درجه مجهز شده‌است. تکنولوژی‌های پیشرفته دیگر نظیر سیستم کمکی رانندگی بین خطوط، کروز کنترل و … در منوی رودستر به چشم نمی‌خورند.
در این خودرو شاهد یک صفحه نمایش تمام رنگی خواهید بود که میزان شارژ باتری را نشان می‌دهد و یک مصرف سنج دارد که اعلام می‌کند باتری در حال مصرف است یا در حال شارژ شدن است. اگر به به حالت اسپورت / ورزشی تغییر وضعیت دهید خواهید دید که سرعت سنج به رنگ نارنجی تغییر رنگ خواهد داد. در این قسمت اطلاعات سرعت و ناوبری را دریافت خواهید کرد.

## نگارخانه

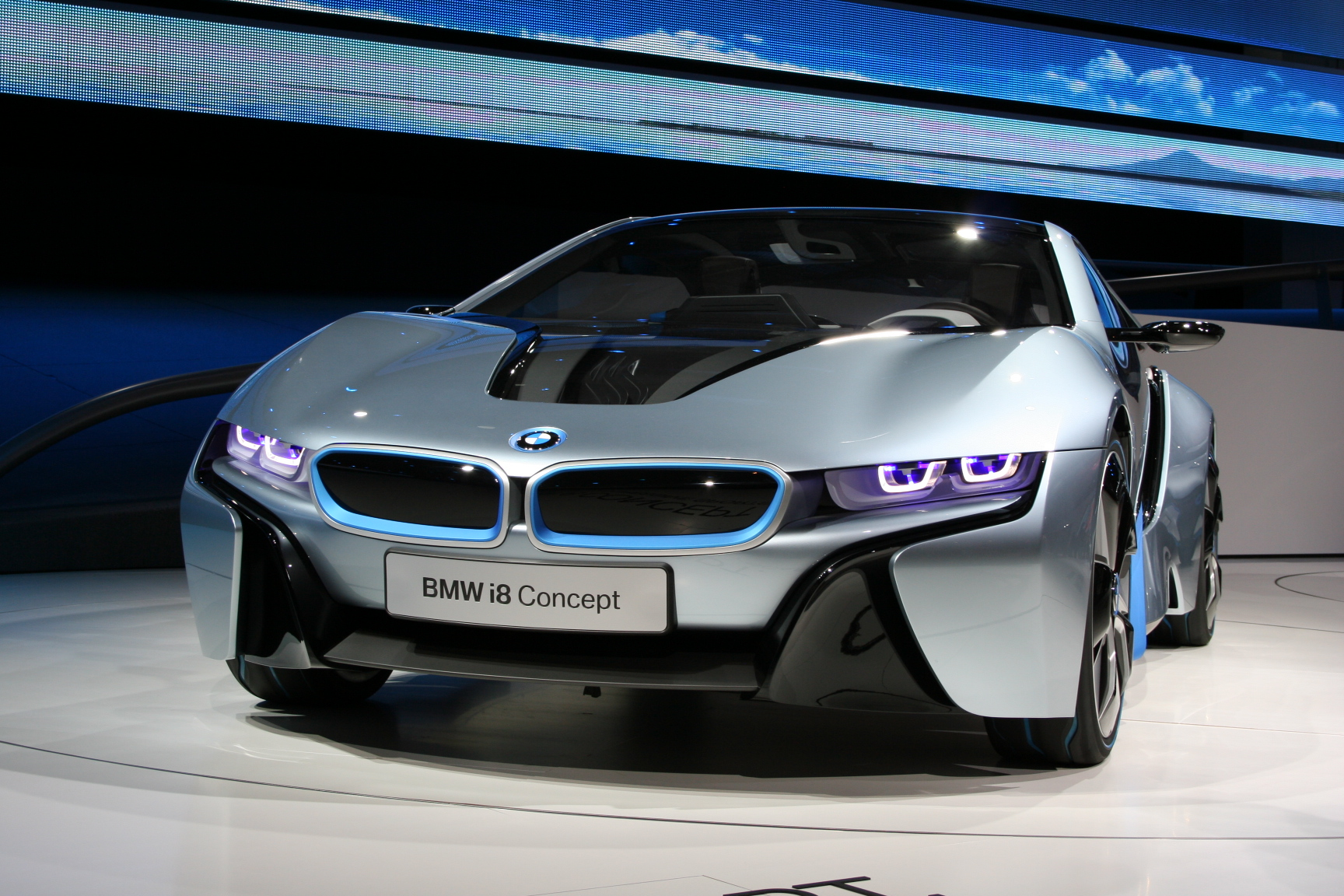
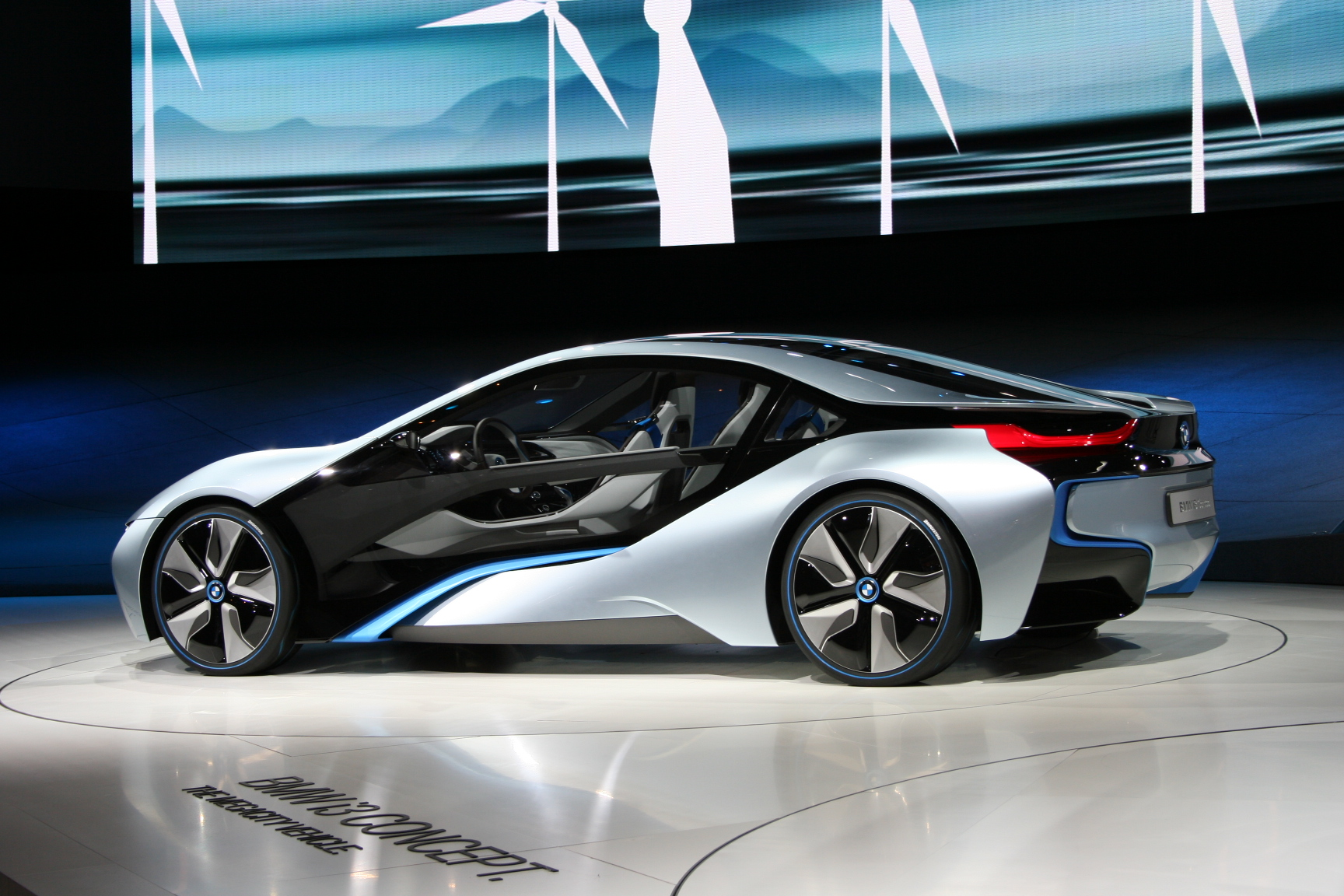
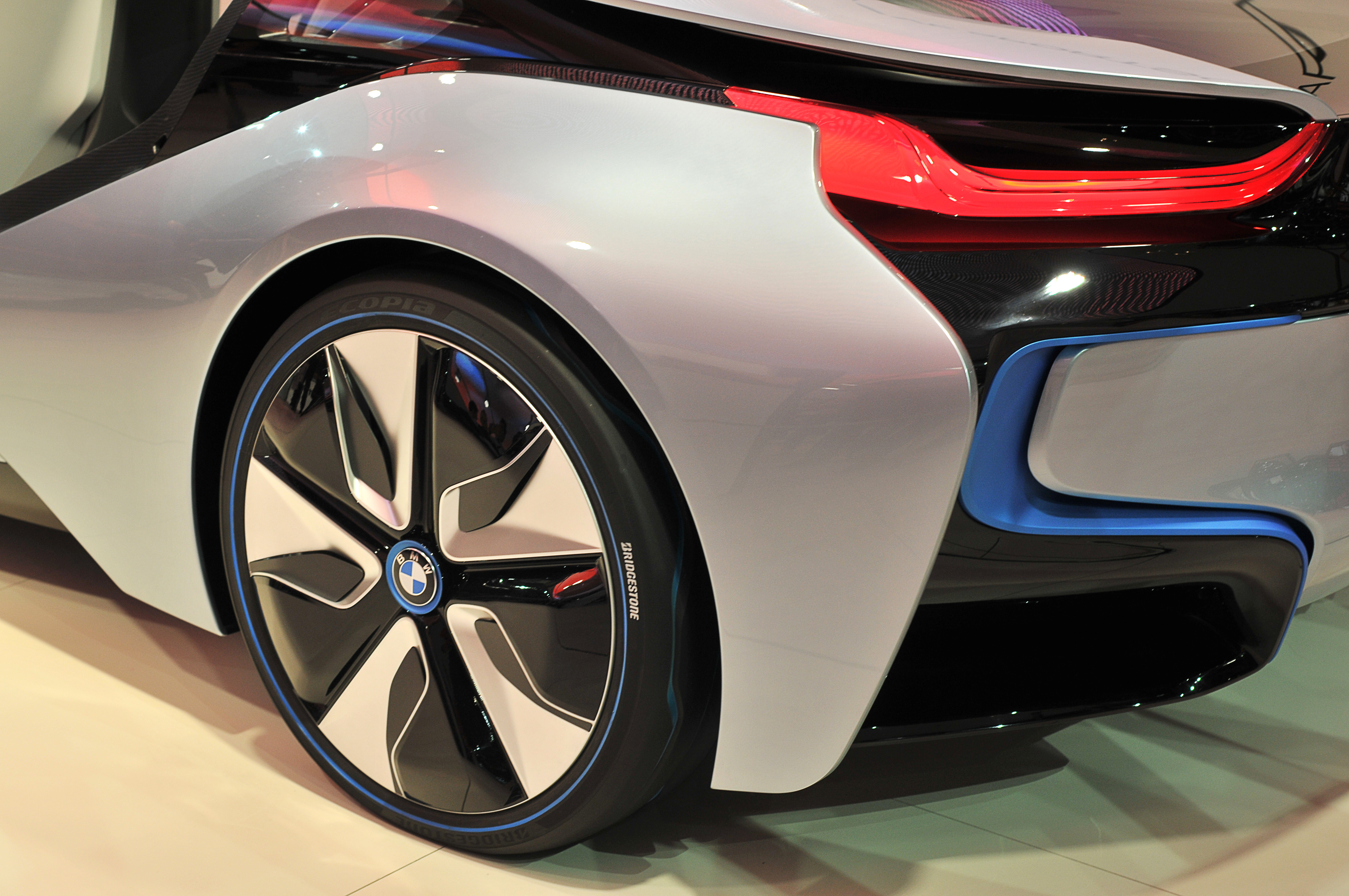
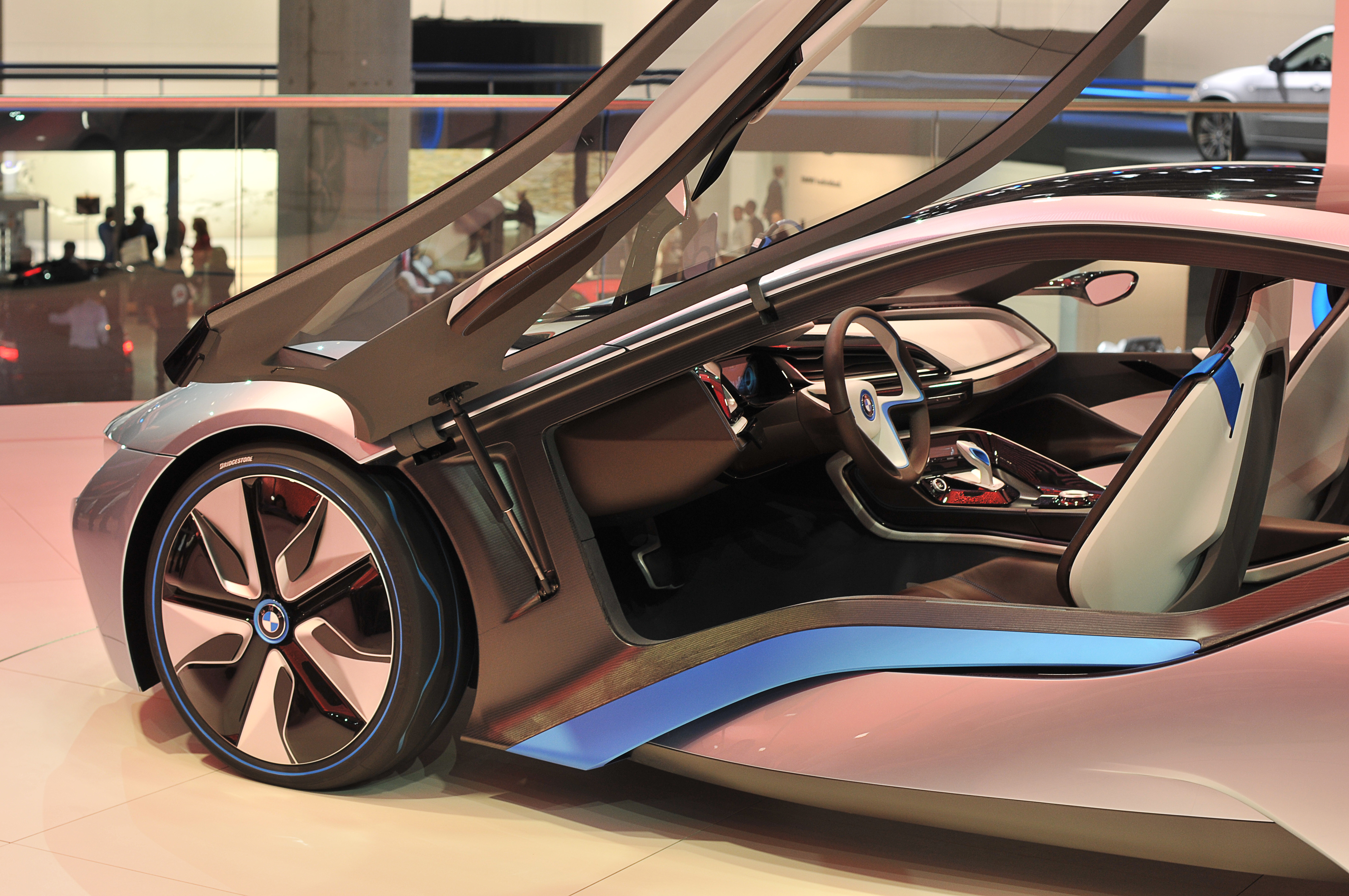
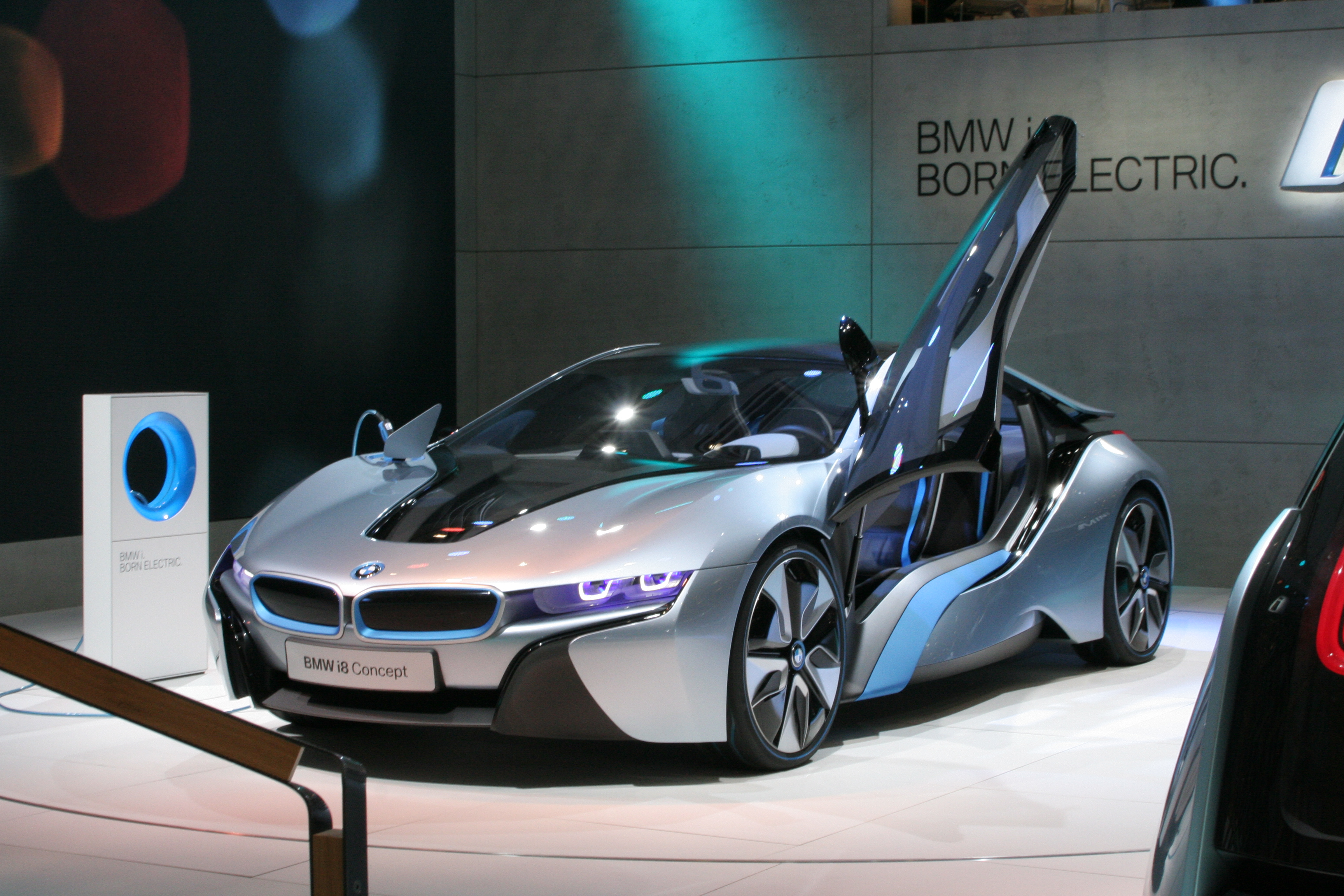
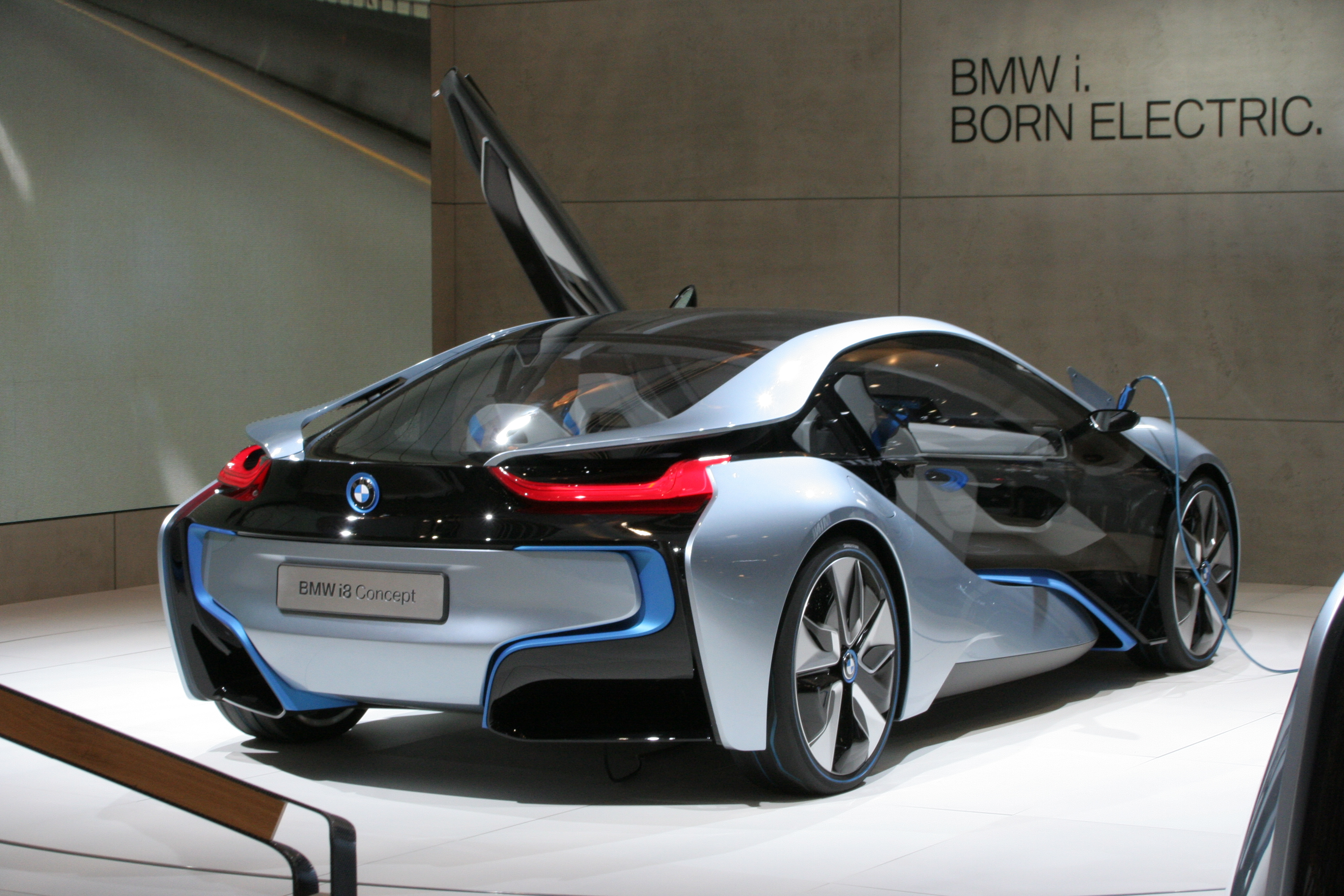